# Glenn Roeder
Glenn Roeder (Woodford, 13 de dezembro de 1955 – 28 de fevereiro de 2021) foi um futebolista e treinador de futebol inglês. Como treinador, o maior sucesso de Roeder foi vencer a Taça Intertoto da UEFA de 2006, com o Newcastle United. Ele também foi eleito o treinador do mês da Premier League, em março de 2003, pelo West Ham United.
Roeder morreu em 28 de fevereiro de 2021, aos 65 anos, após uma batalha de 18 anos contra um tumor cerebral diagnosticado.